# Christian Bindhammer
Christian Bindhammer (Landshut, 27 marzo 1976) è un arrampicatore tedesco.
Pratica l'arrampicata in falesia, il bouldering e le vie lunghe. Ha gareggiato nelle competizioni di difficoltà.

## Biografia
Ha cominciato ad arrampicare a quindici anni nel 1989 col fratello Andreas. Arrampicavano soprattutto in Frankenjura dove a quei tempi erano presenti le prime vie di 8a e 8b di Wolfgang Güllich e Jerry Moffatt.
Dal 1995 ha cominciato a partecipare alle competizioni internazionali di arrampicata.

## Palmarès

### Coppa del mondo
|      | 1995 | 1996 | 1997 | 1998 | 1999 | 2000 | 2001 | 2002 | 2003 | 2004 | 2005 | 2006 | 2007 |
| ---- | ---- | ---- | ---- | ---- | ---- | ---- | ---- | ---- | ---- | ---- | ---- | ---- | ---- |
| Lead | 39   | 10   | 20   | 11   | 11   | 11   | 9    | 6    | 14   | 11   | 12   | 12   | 45   |

### Campionato del mondo
|      | 1997 | 1999 | 2001 | 2003 | 2005 | 2007 |
| ---- | ---- | ---- | ---- | ---- | ---- | ---- |
| Lead | 28   | 7    | 7    | 4    | 17   | 18   |

## Falesia

### Lavorato
- 9a/5.14d:
  - The Maze - Allgäu (GER) - 2009
  - Die Kreuzigung - Allgäu (GER) - 2009
  - Hades - Nassereith / Götterwand (AUT) - 9 luglio 2008 - Seconda salita della via del fratello Andreas[1]
  - Big Hammer - Pinswang (AUT) - 1º novembre 2005 - Prima salita[2]
  - Kinematix - Gorges du Loup (FRA) - 1º settembre 2005[3]
  - Action directe - Frankenjura (GER) - 14 maggio 2003 - Quinta salita[4]
  - Ground Zero - Tetto di Sarre (ITA) - 8 ottobre 2002
  - Underground - Massone (ITA) - 5 ottobre 2002 - Via di Manfred Stuffer del 1998[5]

## Boulder
Ha salito boulder fino all'8B+.

## Vie lunghe
- Hotel Supramonte - Gola di Gorroppu (ITA) - giugno 2007[6]